# Ruše
Ruše (njemački: Maria Rast) je grad i središte istoimene općine u sjevernoj Sloveniji, nedaleko od granice s Austrijom. Grad pripada pokrajini Štajerska i statističkoj regiji Podravskoj. 

## Stanovištvo
Prema popisu stanovništva iz 2002. godine Ruše je imao 4.571 stanovnika.

## Vanjske poveznice
- Službena stranica općine
- Satelitska snimka grada  Arhivirana inačica izvorne stranice od 29. srpnja 2017. (Wayback Machine)